# 미나미아야세정
미나미아야세정(南綾瀬町)은 도쿄부 미나미카쓰시카군에 일찍이 존재했던 정이다.
현재의 가쓰시카구의 서북부에 해당한다.

## 역사
- 1889년 5월 1일 - 정촌제 시행에 수반해 미나미카쓰시카군 미나미아야세촌이 성립하였다.
- 1928년 11월 1일 - 정으로 승격해 미나미아야세정이 되었다.
- 1932년 10월 1일 - 미나미카쓰시카군 전체가 도쿄시에 편입해, 미나미아야세정의 구역은 가쓰시카구가 되었다.
- 1934년 6월 1일 - 일부는 아다치구에 편입되었다.

## 교통

### 철도
- 게이세이 전철
  - 우에노선
- 국철 (→ JR동일본)
  - 조반선